# シェラデザイン
シェラデザイン（SIERRA DESIGNS）は、1965年、アメリカ合衆国・カリフォルニア州で誕生したアウトドアブランドである。創設者のジョージ・マークスとボブ・スワンソンの2人がアウトドアでの経験で培ったアイデア、技術をアパレル、バッグ、キャンプ用品に活かし、高機能で高品質の製品を展開している。
1960年初頭、カリフォルニア州バークレーにあるショップ『スキーハット』に勤務していた2人は、アウトドアスポーツやキャンプに明け暮れる日々を送っていた際に、海の激しい暴風雨に巻き込まれて遭難したが無事生還した。この過酷な出来事によって、2人は実家の倉庫で足踏みミシンを使い、まずはテントの製作に乗り出した。
1968年、シェラデザインのオリジナル素材「60/40クロス」を用いたマウンテンパーカを本国で発表した。その素材を用いたアウターシェルジャケットが人気を博した。1975年に日本に進出し、その素材を使用したマウンテンパーカが販売された。